# Split Frame Rendering

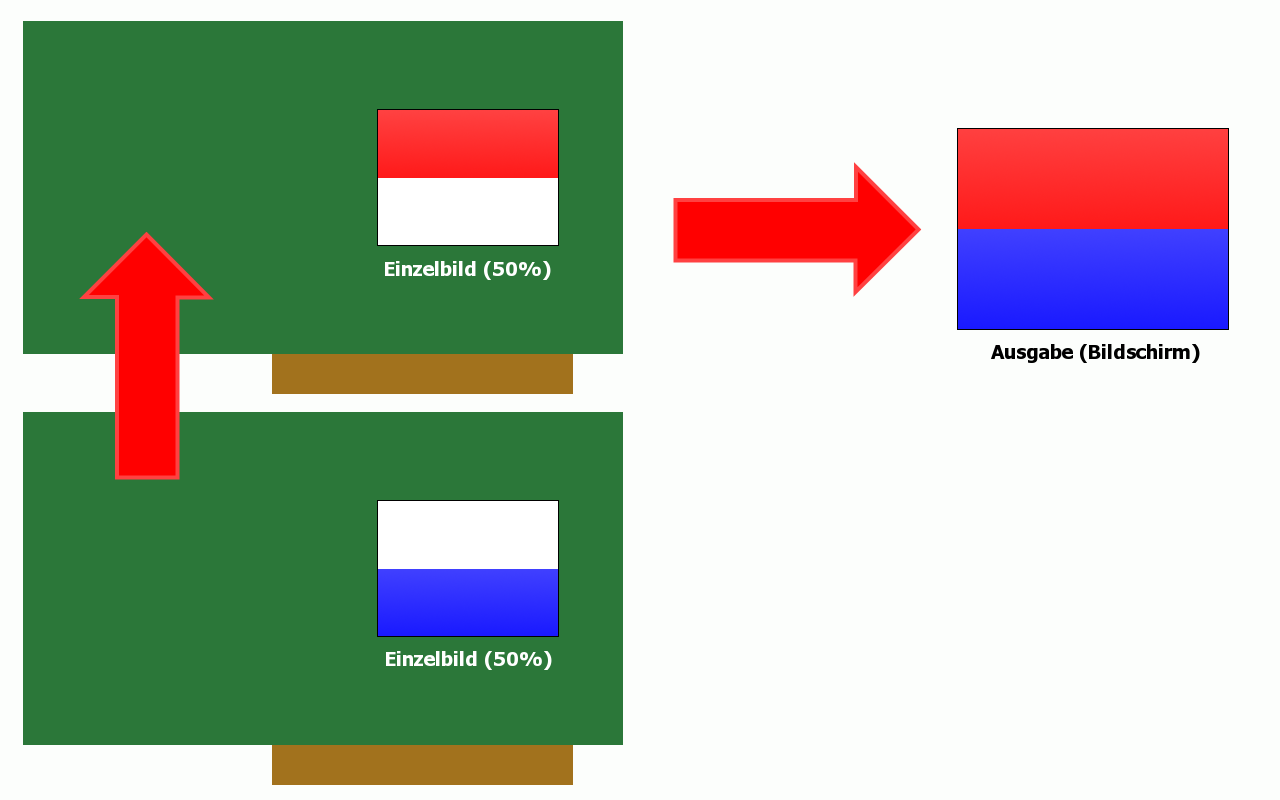
Schema der Funktionsweise

Split Frame Rendering (SFR) (mit "Load-Balancing" von ATI als Scissor-Mode bezeichnet) ist ein Render-Modus, der bei Multi-GPU-Verfahren eingesetzt wird.

## Technik
Im Gegensatz zum einfacheren AFR-Modus, bei dem abwechselnd gerendert wird, wird beim SFR-Modus jedes Einzelbild aufgeteilt, und beide Karten berechnen gleichzeitig dasselbe Bild. 
Bei der einfacheren Variante von SFR rendern beide Karten jeweils die Hälfte des Bildes.
Beispiel:
- Karte 1 rendert die obere Hälfte eines Bildes
- Karte 2 rendert die untere Hälfte eines Bildes

Bei der komplizierten SFR-Variante mit Lastverteilung (engl. "Load Balancing", dann auch "Scissor-Mode" genannt), wird die Arbeit je nach Komplexität der zu rendernden Szene aufgeteilt. 
Wenn etwa eine Szene zur Hälfte aus Himmel mit wenig Anspruch an die Rechenleistung besteht:
- Karte 1 rendert die oberen zwei Drittel eines Bildes
- Karte 2 rendert das untere Drittel eines Bildes.

Diese Aufteilung wird dynamisch angepasst, damit beide Karten dabei gleich stark belastet werden, um so die optimale Leistung zu erzielen.

## Anwendung
Bei folgenden Multi-GPU-Techniken kommt SFR zum Einsatz:
- ATI Crossfire (wird "Scissor-Mode" genannt)
- nVidia SLI
- S3 MultiChrome